# 说句心里话
《说句心裡话》由石顺义作词、士心（本名刘志）作曲，是一首描述普通军人心声、强调军人职责的中国歌曲。1979年，石顺义去部队中体验生活，了解到思念家乡是很多士兵的心之所想，遂把他们对国家和家乡亲人的感受通过“想家”这一主题有机结合起来，於1989年写下了歌词。歌曲阎维文和郁鈞劍演唱后，广泛流传。
1995年，在中国人民解放军总政治部举行的解放军文艺奖颁奖大会上，《说句心裡话》被评为“90年代战士最喜爱的军旅歌曲”之一。

## 幕後
據郁鈞劍所說，這首歌最初不叫《说句心里话》，似乎是叫《士兵的告白》。士心曾抱着吉他去拜訪郁鈞劍，想讓他對此曲提供一些意見，但郁鈞劍覺得它有點像自己的《没有强大的祖国，哪有幸福的家》，而且覺得此歌的像是在监狱里写的。而歌詞中“家中的老妈妈，已是满头白发”一句也不妥當，他說：“如果妈妈已经这个年纪，那她就不是士兵的妈妈，起码是团长的妈妈了”。他與士心因此不歡而散。
但是1990年总政歌舞团的一場演出中，郁钧剑听到阎维文演唱的《说句心里话》，覺得它其實還不錯。1991年底，郁鈞劍受邀參加1992年春晚，音乐编辑武咪咪找到他要他唱《说句心里话》。郁鈞劍本來是拒绝的，但在探望重病住院的士心時，士心表示希望此曲能登上春晚的舞台，郁鈞劍因而接受了請求。後來，《说句心里话》也因春晚而一夜走红。

## 相关链接
- 小白杨
- 好男儿就是要当兵